# Ryan Phillippe

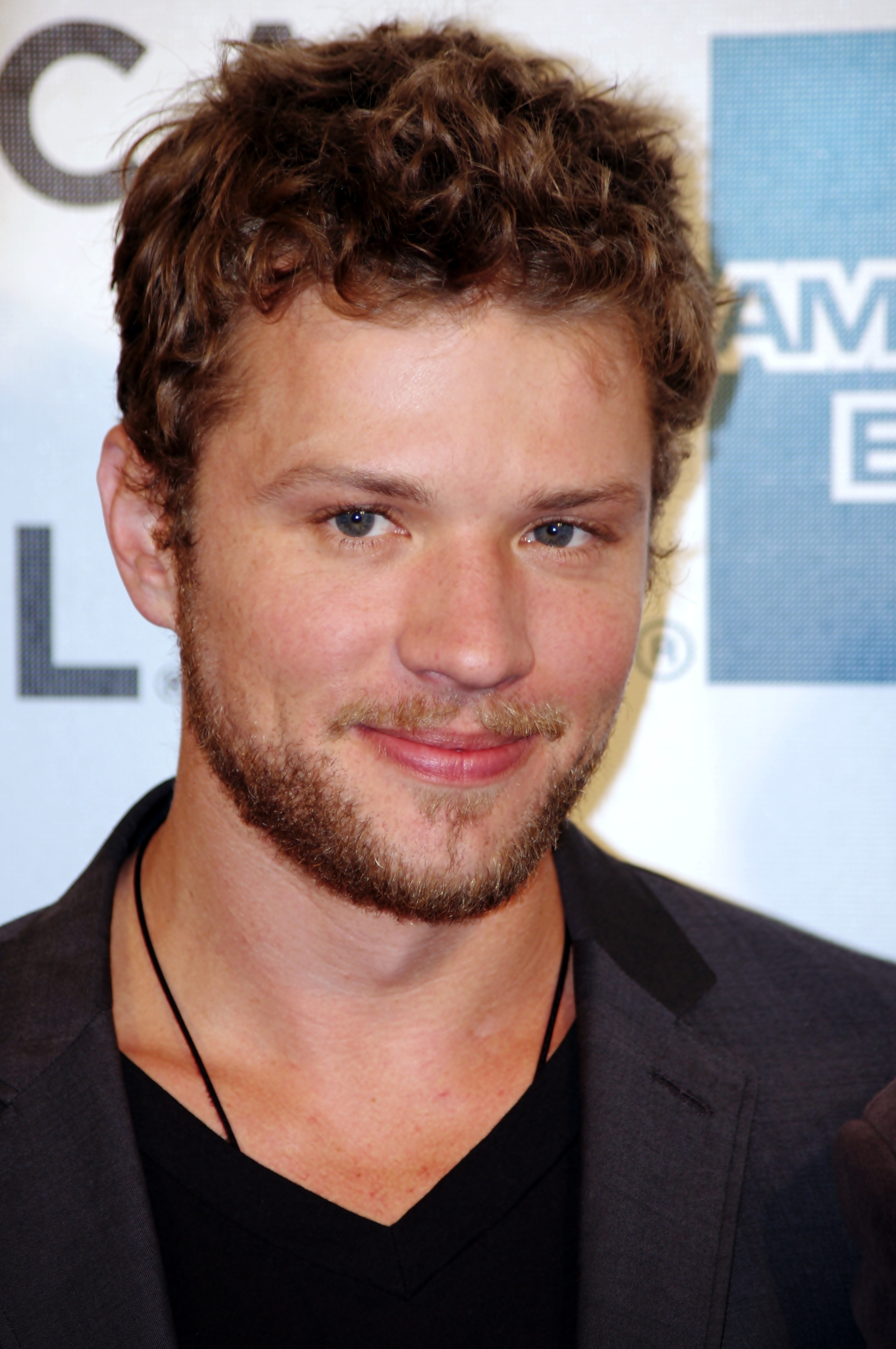
Ryan Phillippe auf dem Tribeca Film Festival (2011)

Matthew Ryan Phillippe (* 10. September 1974 in New Castle, Delaware) ist ein US-amerikanischer Schauspieler und Regisseur.

## Leben
Phillippe ist der Sohn des Chemikers Richard Phillippe und dessen Frau Susan. Er hat drei Schwestern.
Seine schauspielerische Karriere begann mit der US-amerikanischen Seifenoper Liebe, Lüge, Leidenschaft, in der er von 1992 bis 1993 auftrat. Der von ihm dargestellte Charakter Billy Douglas war der erste Schwule in einer Dailysoap, was landesweit Aufsehen erregte. In den darauffolgenden Jahren hatte er weitere Auftritte in Fernsehproduktionen, so u. a. in den Serien Chicago Hope und Ein Mountie in Chicago.
In Tony Scotts U-Boot-Thriller Crimson Tide war er 1995 das erste Mal auf der Kinoleinwand in einer Minirolle zu sehen. Der breiten Öffentlichkeit bekannt wurde er durch Kinofilme wie Ich weiß, was du letzten Sommer getan hast (1997), Studio 54 (1998), Eiskalte Engel (1999), Gosford Park (2001), Igby! (2002) und L.A. Crash (2004). In The Bang Bang Club (2010) von Steven Silver hatte er die Hauptrolle.
Er spielte darin Greg Marinovich, einen mit dem Pulitzer-Preis ausgezeichneten Kriegsfotografen. Im Fernsehen war er in der fünften und letzten Staffel der Drama-Serie Damages – Im Netz der Macht in einer Hauptrolle zu sehen.
Phillippe war seit Juni 1999 mit der Schauspielerin Reese Witherspoon verheiratet, mit der er eine Tochter (* 1999) und einen Sohn (* 2003) hat. Sie spielten zusammen in Eiskalte Engel. Die Ehe wurde am 5. Oktober 2007 geschieden. Seit den Dreharbeiten zu Stop-Loss war er mit der australischen Schauspielerin Abbie Cornish liiert. Ende Februar 2010 gab das Paar seine Trennung bekannt. Aus einer kurzen Beziehung mit Alexis Knapp stammt sein drittes Kind, eine im Juli 2011 geborene Tochter. Mit dem Model Paulina Slagter hatte sich Phillippe im Dezember 2015 verlobt, seit 2016 ist das Paar getrennt. Er besaß zusammen mit Seth Green und Breckin Meyer die Produktionsfirma Lucid Films.

## Filmografie (Auswahl)
Schauspieler
- 1992–1993: Liebe, Lüge, Leidenschaft (One Life to Live, Fernsehserie, 13 Folgen)
- 1993: The Secrets of Lake Success (Fernsehminiserie)
- 1994: Matlock (Fernsehserie, Folge 9x03)
- 1994: Ein Mountie in Chicago (Due South, Fernsehserie, Folge 1x10 Die Vergangenheit holt jeden ein)
- 1994: McKenzie und die toten Gouverneure (A Perry Mason Mystery: The Case of the Grimacing Governor, Fernsehfilm)
- 1995: Angriff der Killerbienen (Deadly Invasion: The Killer Bee Nightmare, Fernsehfilm)
- 1995: Crimson Tide – In tiefster Gefahr (Crimson Tide)
- 1996: Invader – Besuch aus dem All (Invader)
- 1996: Outer Limits – Die unbekannte Dimension (The Outer Limits, Fernsehserie, Folge 2x08 Akademie des Grauens)
- 1996: White Squall – Reißende Strömung (White Squall)
- 1996: Chicago Hope – Endstation Hoffnung (Chicago Hope, Fernsehserie, Folge 2x16 Drei Grenzfälle)
- 1997: Nowhere
- 1997: Wait Till Dawn (Little Boy Blue)
- 1997: Ich weiß, was du letzten Sommer getan hast (I Know What You Did Last Summer)
- 1998: Leben und lieben in L.A. (Playing by Heart)
- 1998: Homegrown
- 1998: Studio 54 (54)
- 1999: Eiskalte Engel (Cruel Intentions)
- 2000: Cuba libre – Dümmer als die CIA erlaubt (Company Man)
- 2000: The Way of the Gun
- 2001: Startup (Antitrust)
- 2001: Gosford Park
- 2002: Igby (Igby Goes Down)
- 2004: The I Inside – Im Auge des Todes (The I Inside)
- 2004: L.A. Crash (Crash)
- 2005: Chaos
- 2006: Five Fingers
- 2006: Flags of Our Fathers
- 2007: Enttarnt – Verrat auf höchster Ebene (Breach)
- 2008: Stop-Loss
- 2008: Franklyn – Die Wahrheit trägt viele Masken (Franklyn)
- 2010: MacGruber
- 2010: The Bang Bang Club
- 2011: Der Mandant (The Lincoln Lawyer)
- 2011: Set Up
- 2012: Damages – Im Netz der Macht (Damages, Fernsehserie, 10 Folgen)
- 2013: Straight A’s – Jede Familie hat ein schwarzes Schaf (Straight A’s)
- 2014: Men at Work (Fernsehserie, Folge 3x04 Drachenpornos und Traumhochzeiten)
- 2014: Kidnapped – Die Entführung des Reagan Pearce (Catch Hell)
- 2014: Reclaim – Auf eigenes Risiko (Reclaim)
- 2015: Secrets and Lies (Fernsehserie, 10 Folgen)
- 2016–2018: Shooter (Fernsehserie, 31 Folgen)
- 2017: Wish Upon
- 2018: The Circle (Kurzfilm)
- 2019: Historical Roasts (Fernsehserie, Folge 1x05)
- 2019: Will & Grace (Fernsehserie, Folge 11x09)
- 2020: Brothers by Blood
- 2020: The 2nd – Im Fadenkreuz der Söldner (The 2nd)
- 2020–2021: Big Sky (Fernsehserie, 5 Episoden)
- 2021: Lady of the Manor
- 2021: One Shot
- 2022: Collide
- 2022: Summit Fever
- 2022: American Murderer
- 2023: Miranda’s Victim
- 2023: The Locksmith – Der Spezialist
- 2025:  Motorheads (Fernsehserie, 10 Folgen)

Regisseur, Drehbuchautor und Produzent
- 2014: Kidnapped – Die Entführung des Reagan Pearce (Catch Hell)